# Sarotherodon steinbachi
Sarotherodon steinbachi är en fiskart som först beskrevs av Ethelwynn Trewavas 1962.  Sarotherodon steinbachi ingår i släktet Sarotherodon och familjen Cichlidae. IUCN kategoriserar arten globalt som akut hotad. Inga underarter finns listade i Catalogue of Life.